# 朗西

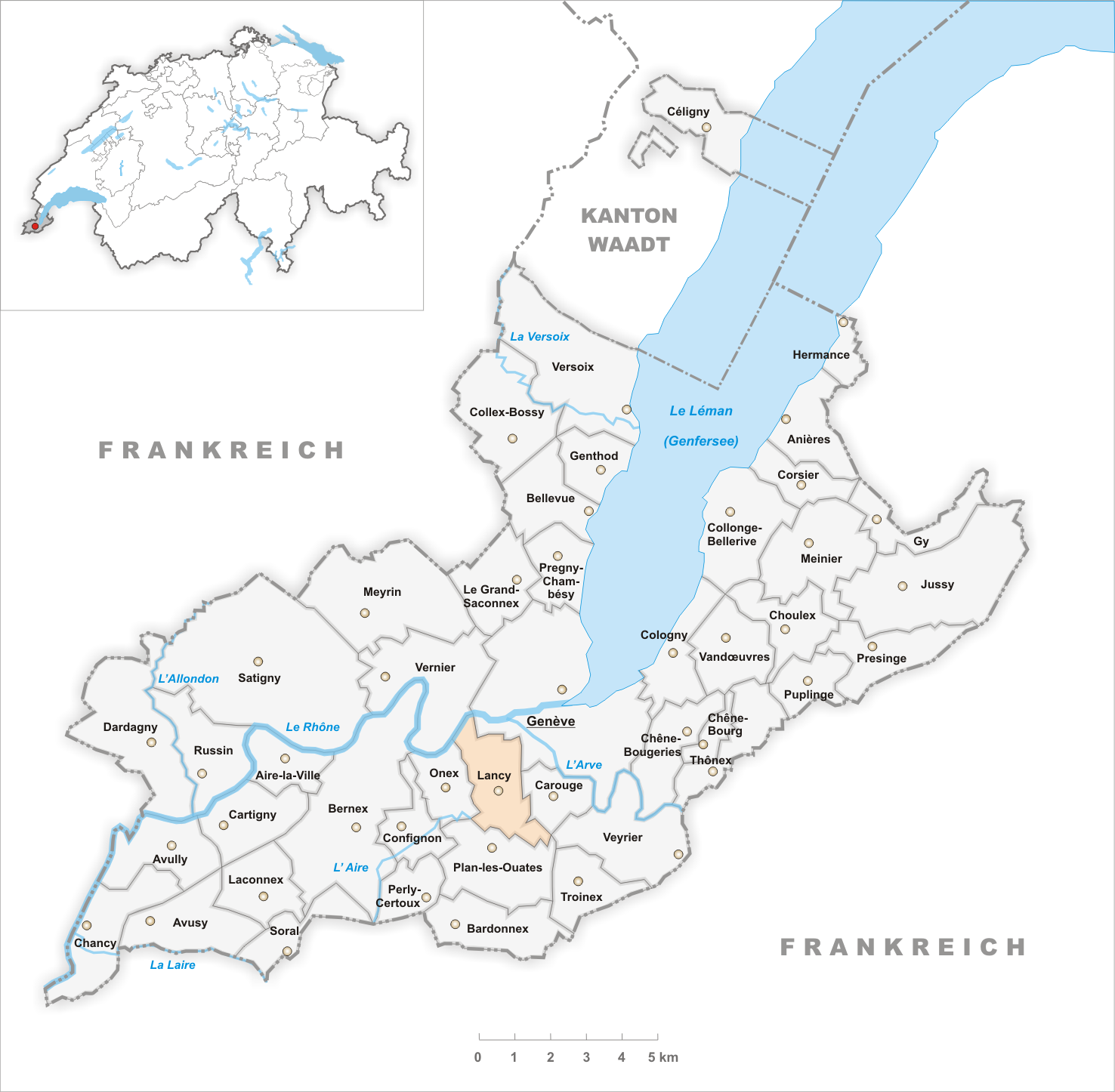
朗西市地图

朗西（法語：Lancy）是瑞士日内瓦州的一个市，在日内瓦市区西南方，阿尔沃河及隆河左岸。

## 历史
早在新石器时代，朗西已有人类活动。文献中最早对朗西的记录可以追溯至1097年。

## 人口
数十年来，朗西的人口经历了较快的增长。截至2009年底，朗西共有居民2.8万人。人口密度约5600人/平方公里。
下为1850年至2008年的人口增长图示：

## 外部連結
- （法文）朗西官方网站 （页面存档备份，存于）